# Obsjtina Bjala, Ruse
Obsjtina Bjala (bulgariska: Община Бяла) är en kommun i Bulgarien.   Den ligger i regionen Ruse, i den centrala delen av landet, 220 km öster om huvudstaden Sofia. Antalet invånare är 8 342. Arean är 87 kvadratkilometer.
Terrängen i Obsjtina Bjala är platt österut, men västerut är den kuperad.
Obsjtina Bjala delas in i:
- Bosilkovtsi
- Drjanovets
- Koprivets
- Polsko Kosovo
- Bistrentsi
- Botrov
- Lom Tjerkovna
- Pejtjinovo
- Stărmen

Trakten runt Obsjtina Bjala består till största delen av jordbruksmark. Runt Obsjtina Bjala är det ganska glesbefolkat, med 35 invånare per kvadratkilometer.